# Internet Relay Chat
Internet Relay Chat (IRC) (engelska, ungefär "internetsänt prat" eller "internetsänd chatt" (ordagrant "samtal vidarebefordrat/utsänt via internet")), är ett kommunikationsprotokoll för textkommunikation i realtid över Internet som tillåter chatt mellan personer.
Samtalen pågår i kanaler där personer samlas, eller i privata konversationer, s.k. queries, mellan endast två personer. Kanalnamn börjar oftast på # och anges vanligen på formen "#kanalnamn på irc.server.org" vilket innebär att man ska ställa in sin klient att använda IRC-servern "irc.server.org" och därefter välja kanalen #kanalnamn. Hur detta går till i detalj beror på vilken klient man använder.
Standarddokumentet för IRC skapades i augusti 1988 av Jarkko Oikarinen vid Uleåborgs universitet och är i grunden en förbättring av programmet Talk för Unix. Den första kända IRC-klienten hette just "irc" och såvitt man vet så kom därefter ircii som används flitigt än idag. En av de mest populära klienterna är sedan länge mIRC för Windows som skrevs av Khaled Mardam-Bey och först släpptes 1995. Andra populära klienter är Irssi, X-Chat, ChatZilla, HexChat och IRCle.
Det finns idag många mycket stora IRC-nätverk i världen och består ofta av flera sammankopplade servrar som administreras av IRC-operatörer.
Den första användaren som kommer in i en tom kanal blir operatör (ofta förkortat op) i den. Operatörer märks i kanalen i fråga med ett @ framför sitt namn och har befogenhet att tilldela operatörskap åt andra, kasta ut och bannlysa personer m.m. Förutom operatörstatus kan man vara half-op (som har ett % vid sitt namn), vilket dock är ganska ovanligt idag, och voice (som har ett + vid sitt namn).

## IRC-kanal
En IRC-kanal är ett chattrum som används över IRC.
IRC-kanaler rangordnar användarna efter ett visst antal ranger; de vanligaste rangerna är: operatör, "voice" och vanliga användare. Operatörer kan sparka ut, bannlysa och ändra rang på användare samt byta ämne i kanalen (oftast benämnt enligt engelskans topic). De kan även ändra lägen (modes) i kanalen som anger exempelvis om kanalen är hemlig, privat, om man behöver ett lösenord för att komma in, o.s.v. Kanaloperatörer ska dock inte blandas ihop med IRC-operatörer.

## Några större IRC-nätverk
- QuakeNet (Störst antal användare.[2])
- EFnet
- IRCnet
- Libera.chat (Störst inom fri/öppen mjukvara. Används av många programutvecklare. Innehåller många officiella kanaler för programspråk och applikationer.)
- Undernet
- DALnet
- Espernet

## Protokolluppbyggnad
IRC är ett öppet protokoll som använder TCP och ibland TLS. En IRC-server kan ansluta till andra IRC-servrar för att utöka IRC-nätverket. 
IRC är ASCII-baserat och har en fast form. Ett meddelande består av ett valfritt prefix, ett kommando och valfritt antal argument. Man behöver inte skicka med ett prefix med alla kommandon, och prefix är mest avsedda för när två IRC-servrar (inom samma nätverk) kommunicerar med varandra. Prefixet säger i princip vart ett meddelande ska någonstans och om en IRC-klient skickar ett falskt prefix så ska denne "dödas".
Argumenten i ett IRC-meddelande är lite mer komplicerade: Man använder mellanslag som avskiljare mellan argument, så ett argument kan aldrig ha mellanslag, förutom "trailing"-argumentet. Ta exempelvis:
```
FOO BAR HEY :HELLO WORLD
```

Ovanstående ska tolkas som 4 argument, nämligen "FOO", "BAR", "HEY" och "HELLO WORLD".
IRCop, vilket står för IRC Operator, är en term inom IRC som syftar på administratörer för ett visst nätverk på IRC. En IRCop har tillgång till fler kommandon på det nätverk han eller hon administrerar. De har oftast också mer erfarenhet av IRC och kanske specifikt för det nätverk denne är operatör för. Vanligtvis är IRC operatörer inte anställda av nätverken utan jobbar helt ideellt. För mindre eller oproblematiska nätverk behövs ingen IRC operatör. De är oftast till för att hjälpa användare och upprätthålla ordning på nätverket.

### Olika operatörstyper
Alla IRC-operatörer tilldelas en s.k. O:line, med viss skillnad. När en O:line delas ut skiljer man på globala och lokala operatör. Globala operatörer är markerade med en O:line (stort O) och lokala operatörer är markerade med en o:line (litet o). Tekniskt sett är en s.k. O:line eller o:line en rad i IRC-serverns konfiguration som talar om operatörens användarnamn och lösenord, samt vilken host som ska synas i dennes WHOIS. Observera att det kan skilja från olika nätverk vad som de olika operatörsnivåerna har för tillgång samt vad de kallas.
Detta är en lista över vanligt förekommande operatörstyper, rangordnade efter vilken behörighetsgrad de har.
- Lokala IRC-operatörer kan endast administrera på lokal nivå, det vill säga på en specifik server. Det betyder också att andra (vanliga användare) på IRC-nätverket endast kan se att denne är operatör om de båda är anslutna till samma IRC-server. De kommandon som dessa operatörer förfogar över är begränsade till den lokala servern.

- Globala IRC-operatörer förfogar över hela IRC-nätverket och syns därmed också som operatör över alla nätverkets servrar, men har vanligtvis även tillgång till fler kommandon än de lokala operatörerna har, bland annat kan de bläddra igenom kanalers tillgångslistor (d.v.s. vilka användare som har tillgång till vad i kanalerna).

- Tjänstadministratörer (eng. Services Administrator), även kallat SA, är globala operatörer som är specifikt utsedd till att administrera och förfoga över nätverkets alla tjänster.

- Serveradministratörer är huvudansvariga för en specifik server. De kan inte agera globalt, men har ansvaret och möjligheten att lägga till och ta bort lokala operatörer på den server denne administrerar. Vanligtvis finns en eller två serveradministratörer för varje IRC-server.

- Kanaltjänstoperatörer (eng. Channel Services Operator), även kallat CSOps, är operatörer som vanligtvis, till skillnad från alla andra operatörstyper, styrs av ett datorprogram och inte av en fysisk person. Dessa operatörer ses som tjänster på IRC-nätverket och på de flesta, vanligtvis större, IRC-nätverken kan man genom kommandot /motd services.* få fram alla nätverkets tjänster. Exempel på dessa är (på QuakeNet), Q, S och P (läs vidare QuakeNets robotfunktioner).

- Tjänsterotadministratörer, vilka egentligen borde på svenska kallas huvudadministratör, (eng. Services Root Administrator), även kallat SRA, har fullständig tillgång till allt som rör IRC-nätverkets alla servrar. Vanligtvis finns inte mer än 4-5 stycken av dessa för ett relativt stort IRC-nätverk.